# Bulbophyllum appendiculatum
Bulbophyllum appendiculatum là một loài phong lan thuộc chi Bulbophyllum.